# Las (Warszawa)
Las – osiedle i obszar MSI w dzielnicy Wawer w Warszawie.

## Opis
W Lasie przeważa niska zabudowa, głównie domy jednorodzinne i wille. Ze względu na bliskość centrum miasta i dogodne połączenie ulicą Wał Miedzeszyński powstają tam nowe osiedla mieszkaniowe.
Na osiedlu znajduje się Szkoła Podstawowa nr 128, przedszkole nr 348, a także kościół św. Karola Boromeusza.

## Granice osiedla
- od Wisły wzdłuż osi Kanału Nowa Ulga do Kanału Wawerskiego;
- osią Kanału Wawerskiego do Rowu Zerzeńskiego;
- osią Rowu Zerzeńskiego do Kanału Nowe Ujście;
- osią Kanału Nowe Ujście i jego przedłużeniem do Wisły, linią Wisły do kanału Nowa Ulga.